# Saint-Vincent-du-Lorouër
Saint-Vincent-du-Lorouër è un comune francese di 946 abitanti situato nel dipartimento della Sarthe nella regione dei Paesi della Loira.

## Società

### Evoluzione demografica
Abitanti censiti